# الحميراء
الحميراء أو الحميرة؛ هو مركز سعودي يتبع محافظة العارضة، إحدى محافظات منطقة جازان جنوب غرب السعودية. ويتبع المركز عدد من القرى.